# Jawornicki Dukt
Jawornicki Dukt – część górskiej drogi leśnej pn. Dukt Nad Spławami (niem. Mährische Straße, Bismark Straße, 950 m n.p.m.) w południowo-zachodniej Polsce w Górach Bialskich,  w Sudetach. w gminie Stronie Śląskie, (powiat kłodzki).
Od rozdroża za ciekiem Czarny Potok Dukt Nad Spławami nosi nazwę Jawornicki Dukt.